# Science-Fiction-Jahr 1988
Übersicht

◄◄ | ◄ | 1984 | 1985 | 1986 | 1987 | Science-Fiction-Jahr 1988 | 1989 | 1990 | 1991 | 1992 | ► | ►►

Weitere Ereignisse